# Kapacitans
Kapacitans er et mål for hvor meget elektrisk ladning som gemmes (eller separeres) for en given elektrisk spændingsforskel. Den almindeligste komponent til at gemme ladning er den to-pladede elektriske kondensator. Hvis ladningerne på pladerne er +Q og −Q – og U angiver spændingsforskellen mellem pladerne, er kapacitansen givet ved
{\displaystyle C={\frac {Q}{U}}}
SI-enheden for kapacitans er farad; 1 farad = 1 coulomb per volt.

## Energi
Energien (målt i joule) gemt i en kondensator er lig med arbejdet anvendt til at lade den op. Tænk på en kapacitans C, der holder +q på den ene plade og -q på den anden. Det at flytte en lille ladningsmængde {\displaystyle \mathrm {d} q} fra en plade til den anden mod spændingsforskellen V = q/C kræver arbejdet {\displaystyle \mathrm {d} W}:
{\displaystyle \mathrm {d} W={\frac {q}{C}}\,\mathrm {d} q}
hvor
W er arbejdet målt i joule
q er ladningen målt i coulomb
C er kapacitansen målt i farad
Vi kan bestemme energien gemt i en kapacitans ved at integrere denne ligning. Ved at starte med en uladet kapacitans (q=0) og det at flytte ladning fra en plade til den anden plade, indtil pladeren har ladningerne +Q og -Q kræver arbejdet W:
{\displaystyle W_{lade}=\int _{0}^{Q}{\frac {q}{C}}\,\mathrm {d} q={\frac {1}{2}}{\frac {Q^{2}}{C}}={\frac {1}{2}}CV^{2}=W_{gemt}}
Ved at kombinere dette med ovenstående kapacitansligning for en fladpladet kondensator, får vi:
{\displaystyle W_{gemt}={\frac {1}{2}}CV^{2}}
hvor
W er energien målt i joule
C er kapacitansen målt i farad
V er spændingsforskellen målt i volt